# Флоріан Мокрський

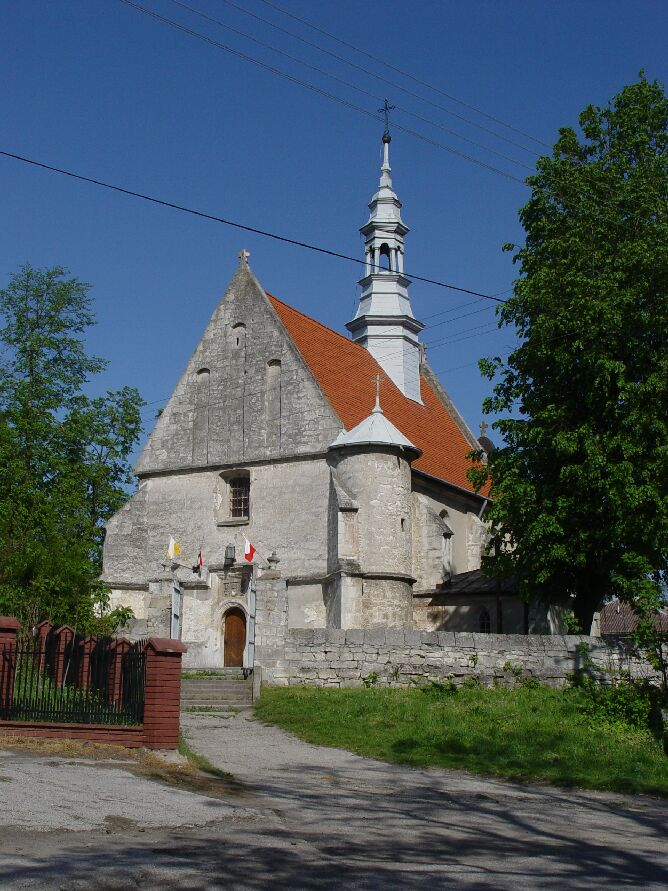
Костел фундації Флоріана Мокрського, село Добровода, гміна Бусько-Здруй, Польща

Флоріан Мокрський (пол. Florian Mokrski; 1305 — †1378/ 6 лютого 1380) — польський шляхтич, релігійний діяч, краківський єпископ РКЦ з 16 серпня 1367 року.
Папа Римський Григорій XI у листі від 19 липня 1372 р. до краківського єпископа Ф. Мокрського висловив жаль, що єпископські пости в Галицькій митрополії займають схизматики; папа наказав зняти їх із займаних кафедр.
Фундатор костелу в селі Добровода (тепер Польща).